# Horr's Island archaeological site
Le site archéologique de Horr's Island est un site préhistorique situé sur une ile du sud-ouest de la Floride, aux États-Unis. Cette ile, anciennement connue sous le nom de Horr's Island, se nomme aujourd'hui Key Marco. 

## Tumulus
Les archéologues ont découvert quatre tumulus sur l'ile. Deux d'entre eux n'étaient en fait que des Sambaquis sans intérêt archéologique. Les deux autres recelaient en revanche des sépultures. Le tumulus A, haut de plus de 6 mètres, possède de nombreux coquillages en son centre. Le tumulus est constitué ensuite de couches de coquillages et de sables et son enveloppe extérieure est à nouveau composée de coquillages. La datation par le carbone 14 indique que le tumulus aurait plus de 4 000 ans. Deux tombes ont été découvertes à l'intérieur. L'une d'entre elles aurait environ 3 400 ans. Il s'agit ainsi du plus ancien tumulus funéraire de l'est des États-Unis. La zone centrale du tumulus A n'a pas été examinée et les archéologues ne savent pas si elle abrite d'autres tombes.

## Outils et habitations
Aucune trace de poterie n'a été découverte sur l'ile. Le bois et les fibres ne se conservent pas dans ce type de sol sablonneux mais les os peuvent être préservés. Les seuls outils découverts sont constitués de pierres et de coquillages. Il n'y a pas de zones rocheuses sur l'ile, ce qui fait que la plupart des outils sont faits de coquillages. Un silex pointu a été découvert lors des recherches. Il s'agit probablement d'un outil provenant d'un autre lieu. Les coquillages étaient utilisés comme marteau, alêne... Ils servaient à écraser des aliments mais aussi pour creuser le sol ou pour s'en servir comme cuillères. 
Des vestiges laissés par 600 pieux ont été découverts dans le sol (il ne reste que le trou car le bois s'est décomposé). Ceux-ci indiquent que des habitations circulaires étaient utilisées.

## Nourriture
Les os, les coquilles et les arêtes découverts lors des fouilles proviennent de 74 espèces de poissons et de coquillages mais aussi de 8 espèces d'animaux non marins. Les huîtres étaient l'aliment le plus consommé. Il y avait également des coquillages comme le spisula, la coquille Saint-Jacques, le buccinum et la conque.
Les poissons devaient être relativement petits. Les archéologues pensent que les mailles des filets devaient être grandes de 6 mm environ. Les gros poissons devaient probablement s'enfuir avant que les filets tirés à la main ne se referment. Les graines trouvées dans la région proviennent de la Poaceae, de la Coccoloba uvifera, du Chrysobalanus icaco, de l'Opuntia et de la muscadine

## Occupation permanente
Les restes des poissons permettent de savoir à quel moment de l'année la zone était habitée. Les archéologues ont ainsi pu déterminer grâce à ces restes que l'ile était habitée tout au long de l'année. Horr's Island est ainsi la plus grande communauté préhistorique non agricole connue du Sud-Est des États-Unis à avoir été habitée en permanence.